# Expressen

Das Logo der Zeitung „Expressen“

Expressen ist eine schwedische Boulevardzeitung, die am 16. November 1944 von Albert Bonnier jun., Ivar Harrie und Carl-Adam Nycop gegründet wurde. Die herausgebende Verlagsgesellschaft AB Kvällstidningen Expressen gehört zum  Medienkonzern Bonnier. Vorsitzender ist Bengt Ottosson, Chefredakteur und verantwortlicher Herausgeber Otto Sjöberg. Die Zeitung erscheint an sieben Tagen pro Woche das ganze Jahr über.
Der Verlagssitz liegt im Zentrum von Stockholm. Expressen gehören außerdem die beiden Regionalzeitungen Göteborgs-Tidningen (GT) und Kvällsposten mit Redaktionen in Göteborg bzw. Malmö.
Wie viele andere Tageszeitungen kämpft auch Expressen mit einem allgemeinen Leserschwund. Während die Auflage 2005 noch 305.400 Exemplare an Wochentagen und 425.600 Exemplare am Wochenende und an Feiertagen betrug, waren es 2016 – zusammen mit GT und Kvällsposten – noch geschätzte 125.000 Exemplare.